# Francisco Rozas Mendiburú
Ramón Francisco Rozas Urrutia Mendiburú (Concepción, 7 de julio de 1810 - Parral, 25 de agosto de 1890) fue un político chileno, que se desempeñó como diputado y senador de la República.
Fue uno de los ocho hijo del matrimonio compuesto por Juan Inocencio Martínez de Rozas Correas, quien fuera presidente interino de la Junta Gubernativa del Reino, y de Maríana de las Nieves Urrutia y Mendiburú Fernández del Manzano. Se casó con Delfina Pinto Garmendia (hija del presidente de Chile Francisco Antonio Pinto), y tuvo dos hijos Juan y María Luiza.

## Trayectoria política

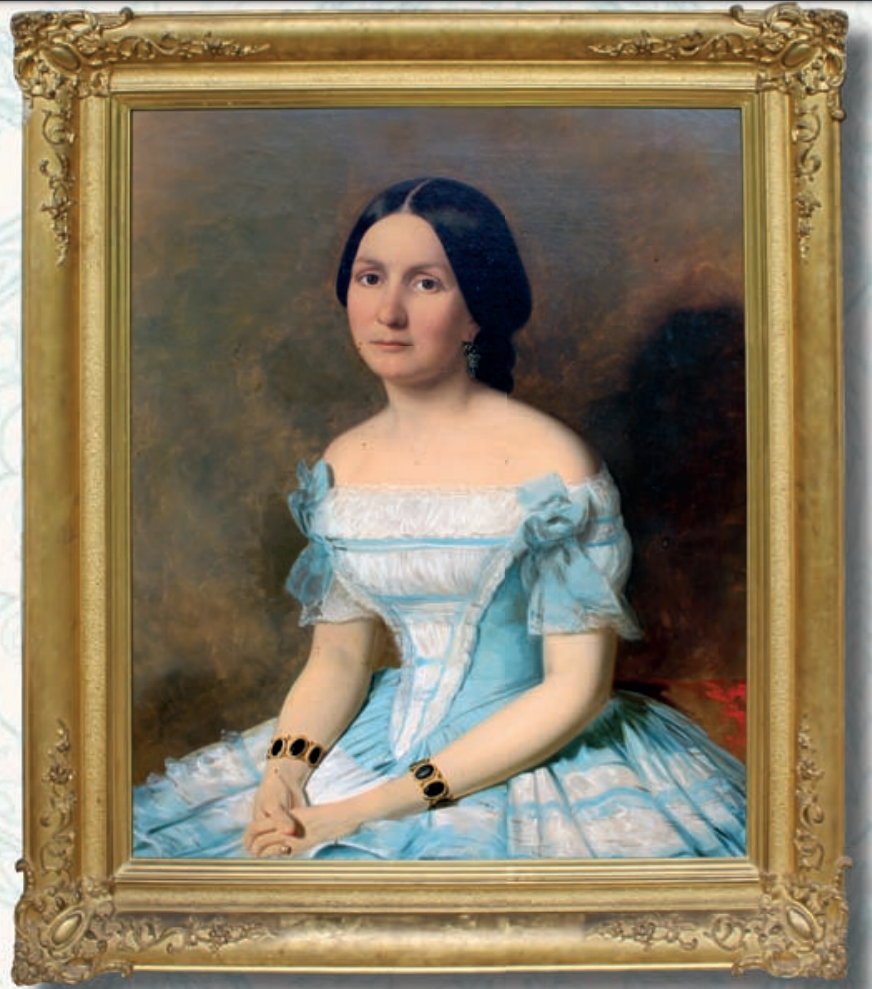
Retrato de Delfina Pinto de Rozas.

En las elecciones parlamentarias de 1840, fue electo diputado propietario por Lautaro, por el período legislativo 1840-1843; fue además electo diputado suplente por Concepción.
En las elecciones parlamentarias de 1843 fue reeelecto como diputado pero esta vez, propietario por Concepción, por el período 1843-1846. En esa ocasión fue diputado reemplazante en la Comisión Permanente de Justiocia y Legislación. Fue reeemplazado transitoriamente por su suplente, en octubre de 1843 y en octubre de 1844 se incorporó su suplente, Vicente Arlegui. En las parlamentarias de 1943, obtuvo su segunda reelección como diputado propietario por Concepción, período 1846-1849.
Luego de tres años fuera del Congreso, retornó a la arena política, siendo electo como diputado propietario por Rere, por el período 1852-1855. No se incorporó hasta el 6 de junio de 1854 y en ese período fue reemplazado por su suplente, Enrique Tocornal. En las elecciones parlamentarias de 1855, fue reelecto como diputado propietario por Rere, por el período 1855-1858. No se incorporó y lo hizo el electo suplente, Juan Domingo Dávila Larraín.
Obtuvo su última reelección como diputado propietario, pero por Puchacay, por el período 1864-1867. Integró la Comisión Permanente de Hacienda e Industria. Al tiempo de incorporarse, en julio de 1864, se retiró su suplente que lo subrogó desde el 7 de junio, Virginio Sanhueza Novoa. Allí, fue reelecto en representación de Puchacay, por el período 1867-1870. No se incorporó hasta el 22 de junio de 1867.
Luego de un receso de tres años, fue electo ahora como senador propietario, por el período 1870-1879. En la cámara alta integró la Comisión Permanente de Guerra y Marina. El período concluyó en 1876, en virtud de lo dispuesto en el Artículo 1° Transitorio de la reforma constitucional del 24 de octubre de 1874.
En las próximas elecciones parlamentarias, fue electo senador propietario por Ñuble, por el período 1876-1879; fue senador reemplazante en la Comisión Permanente de Guerra y Marina; y en la de Negocios Eclesiásticos; e integró la Comisión permanente de Educación y Beneficencia. El 28 de agosto de 1878 resultaron sorteados para cesar en sus funciones, conforme al Acuerdo del 12 de agosto del mismo año. Miembro de la Comisión Conservadora para el receso 1878-1879.
En las elecciones parlamentarias de 1879, fue electo como senador propietario por Linares, por el período 1879-1885. No se incorporó hasta el 7 de julio de 1879. Integró la Comisión Permanente de Negocios Eclesiásticos. Fue reelecto por la misma zona para el período 1885-1891. Se incorporó el 15 de junio de 1885. Integró la Comisión permanente de Educación y Beneficencia; y la de Negocios Eclesiásticos. Falleció el 25 de agosto de 1890, sin concluir su periodo parlamentario.